# Cathédrale Saint-Patrick d'El Paso
Cette  cathédrale n’est pas la seule cathédrale Saint-Patrick.
La cathédrale Saint-Patrick est un édifice religieux catholique sis à El Paso au Texas (États-Unis). Construite à partir de 1914 l'église devint cathédrale du nouveau diocèse d'El Paso dès qu'elle fut achevée en 1917 et placée sous le patronage de saint Patrick.

## Histoire
L'édifice est construit selon les plans de la firme Barnett, Haynes & Barnett, basée à Saint-Louis dans le Missouri. La cathédrale est construite selon le style néo-byzantin, avec des éléments néo-Renaissance. La ville est alors une ville minière et accueille de nombreux ouvriers irlandais. La première pierre est bénite le 12 novembre 1916 par le père Edward Barry, jésuite.
A l'intérieur, la cathédrale est décorée de colonnes romaines et de fresques illustrant des scènes bibliques et des stations du chemin de croix sculptées en bas-reliefs. Le maître-autel comprend une statue de 2,5 mètres du Sacré-Cœur avec un baldaquin surmonté d'un aigle d'or. L'édifice peut accueillir 800 fidèles. On remarque dans une alcôve une statue de Notre-Dame de Guadalupe et une statue de saint Patrick. Les vitraux illustrent des scènes de la vie de Jésus et de l'histoire de l'Église.

## Saint Pierre de Jésus Maldonado

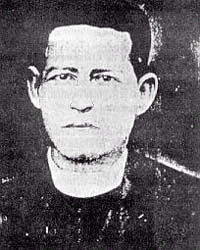
Saint Pierre de Jésus Maldonado.

De nombreux séminaristes mexicains de Chihuahua poursuivent dans les années 1910-1920 leurs études à El Paso à cause des lois anti-cléricales des gouvernements mexicains successifs liés à la franc-maçonnerie. La constitution de 1917 accentue la répression après la révolution mexicaine. Le président Alvaro Obregon, puis Plutarco Elias Calles répriment l'Église catholique, provoquant la guerre des Cristeros.
Séminariste de Chihuahua Pierre de Jésus Maldonado (1892-1937) poursuivit une partie de ses études philo-théologiques à El Paso et fut ordonné prêtre par  Mgr Anthony J. Schuler S.J., le 25 janvier 1918 dans sa cathédrale. Il est martyrisé le 11 février 1937 à Chihuahua, sa ville natale, et canonisé en l'an 2000 par Jean-Paul II. Son souvenir demeure vivace à El Paso, dont une grande partie de la population est hispanique : une plaque commémore son ordination dans la nef de la cathédrale. .

## Galerie de photographies

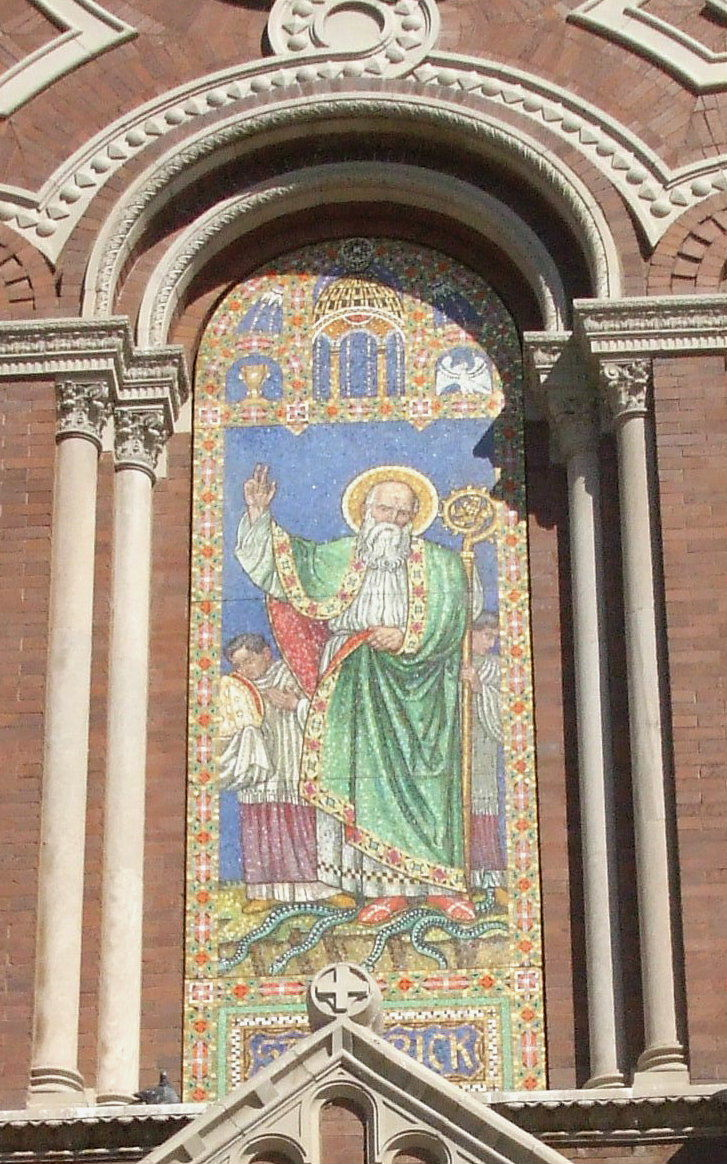
Mosaïque de saint Patrick.
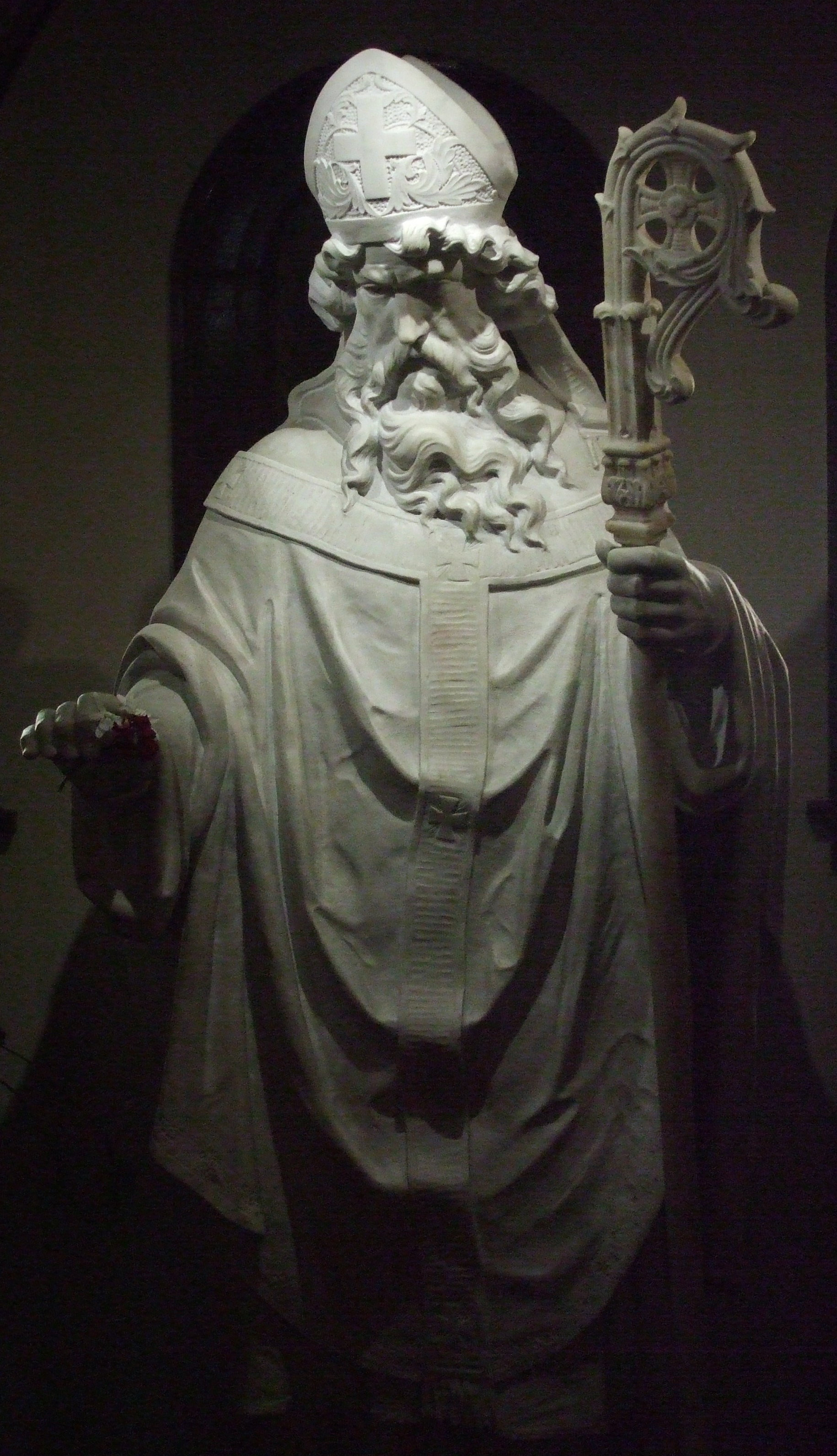
Sculpture de saint Patrick.
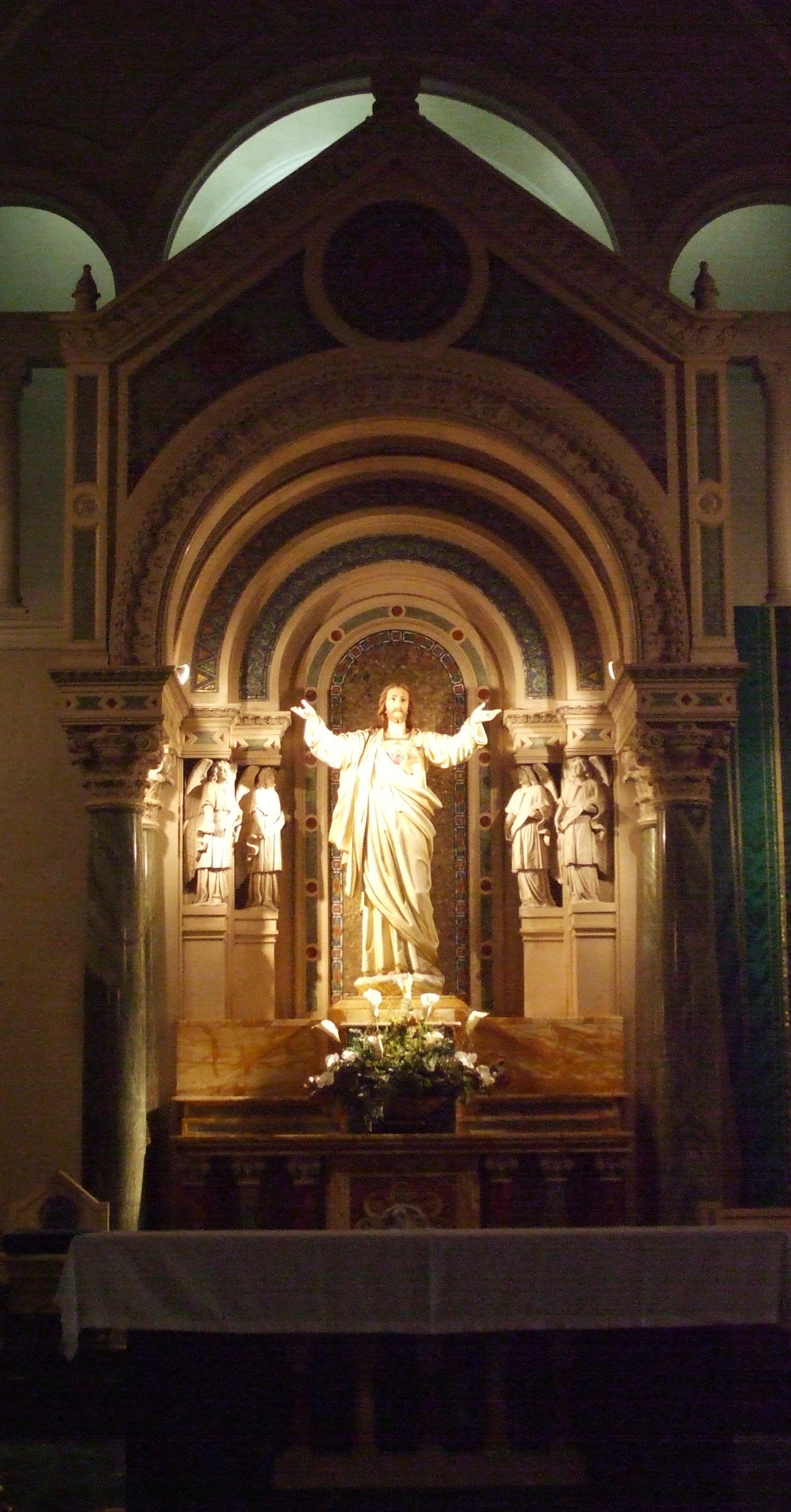
Vue du maître-autel.
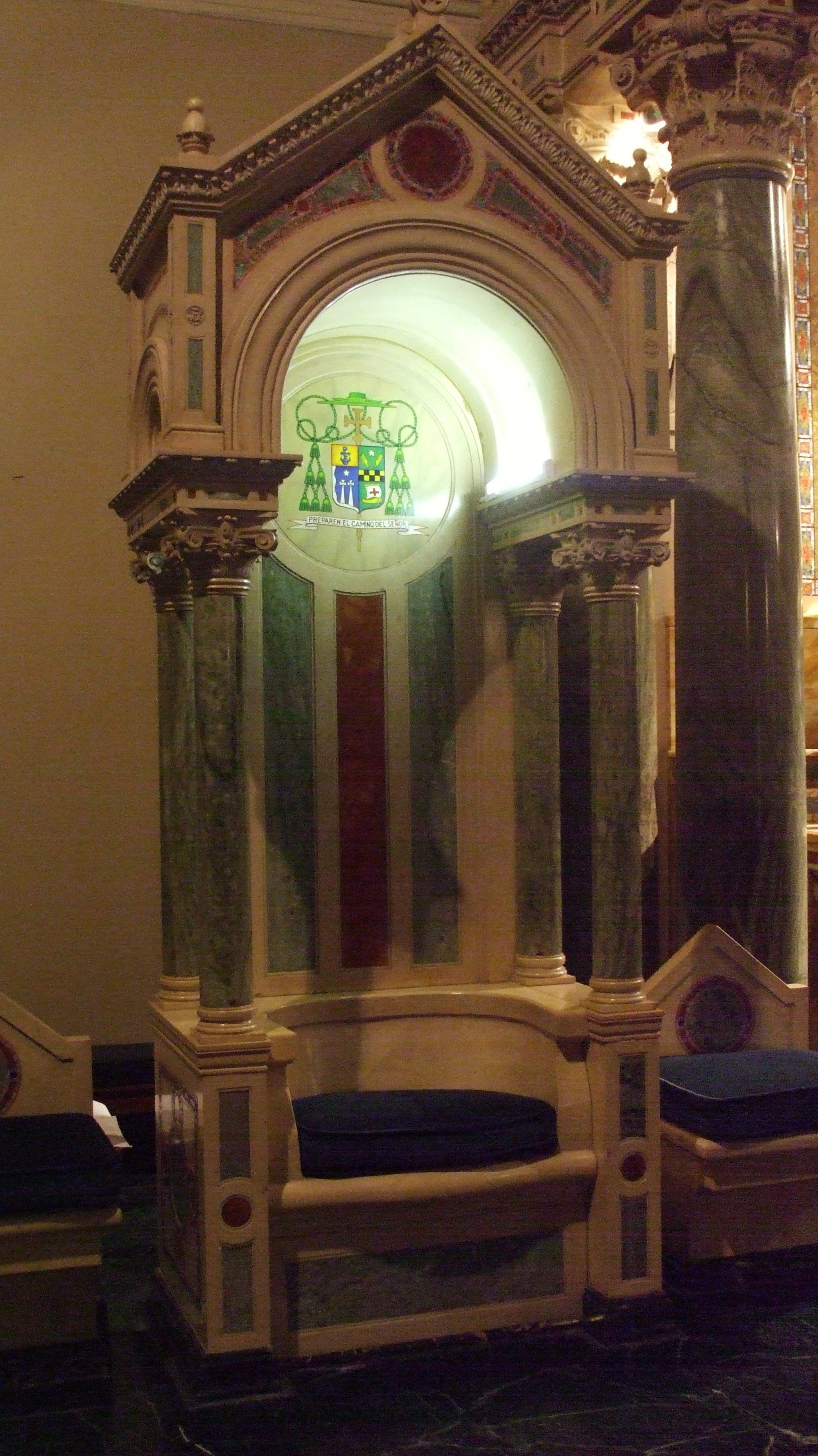
Vue de la chaire épiscopale.
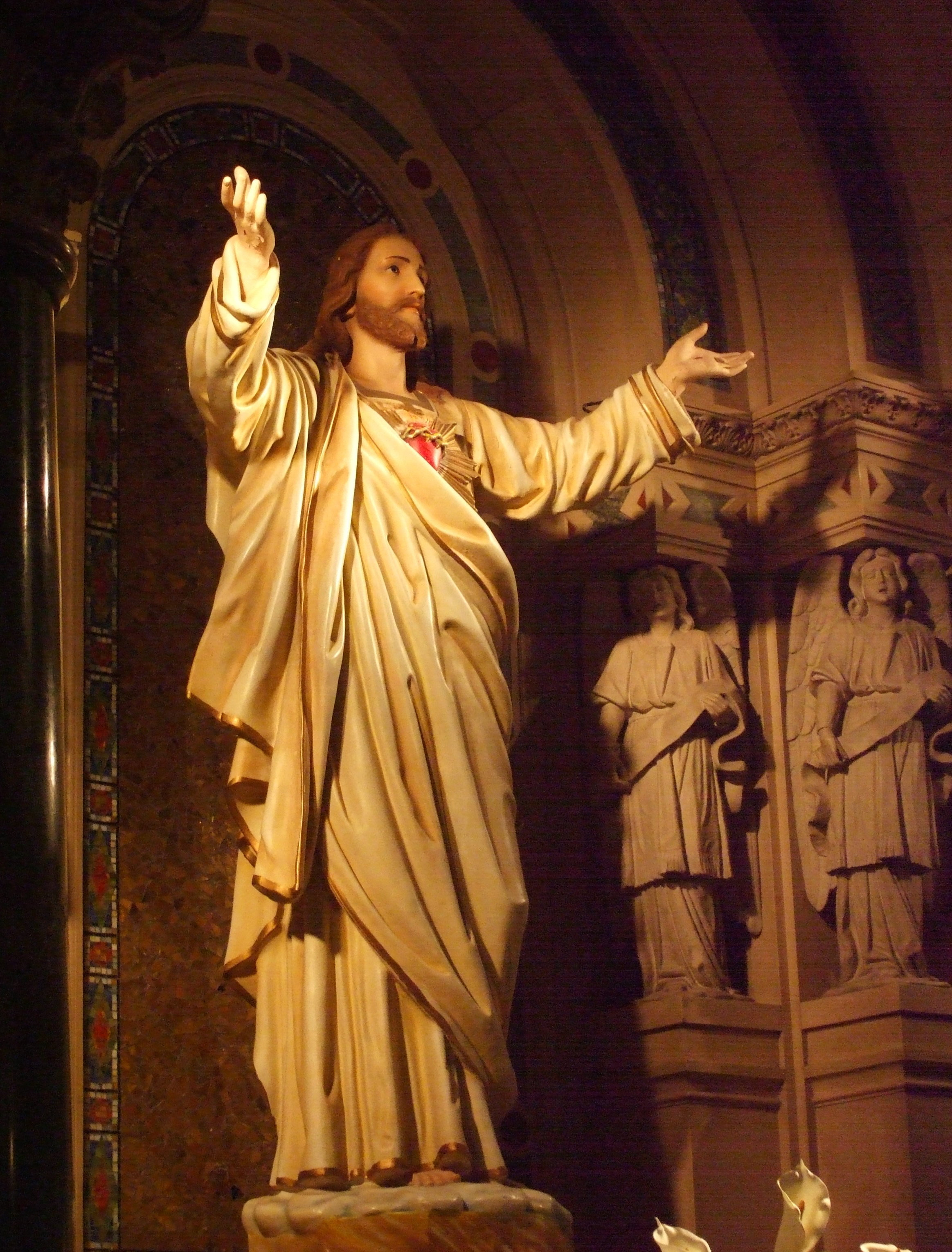
Statue du Sacré-Cœur.
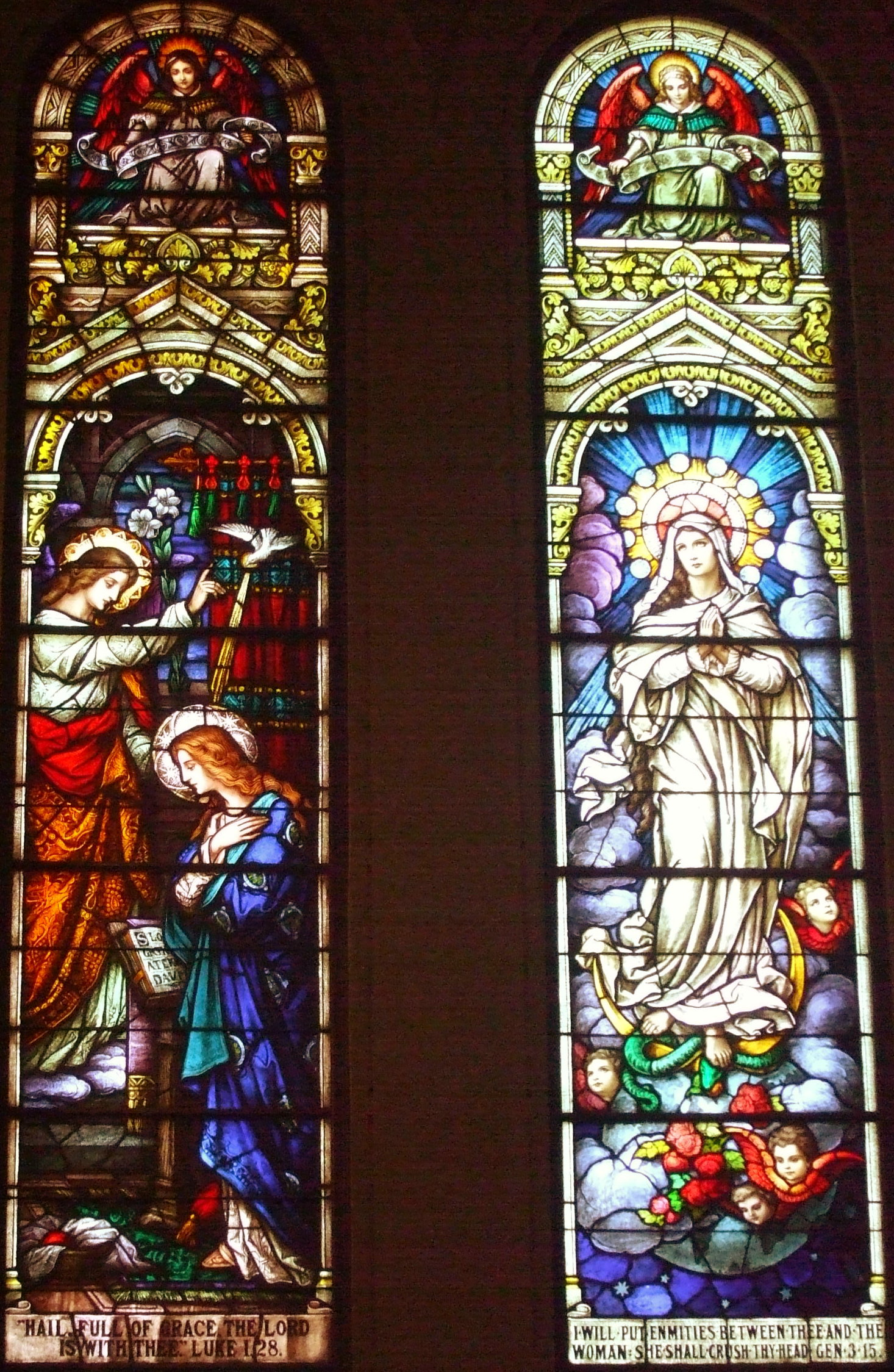
L'Annonciation et l'Immaculée Conception.
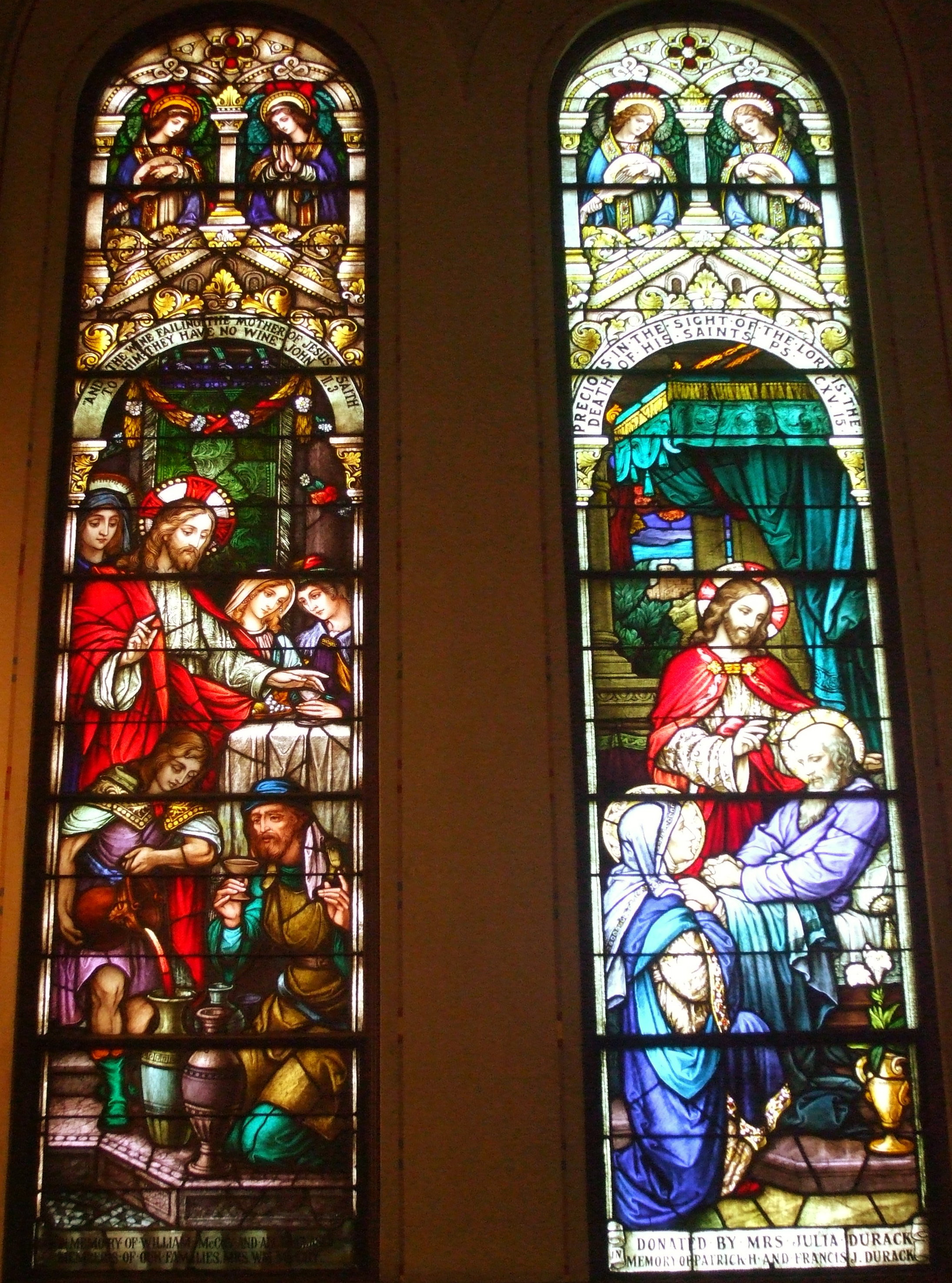
Cana et la mort de saint Joseph.
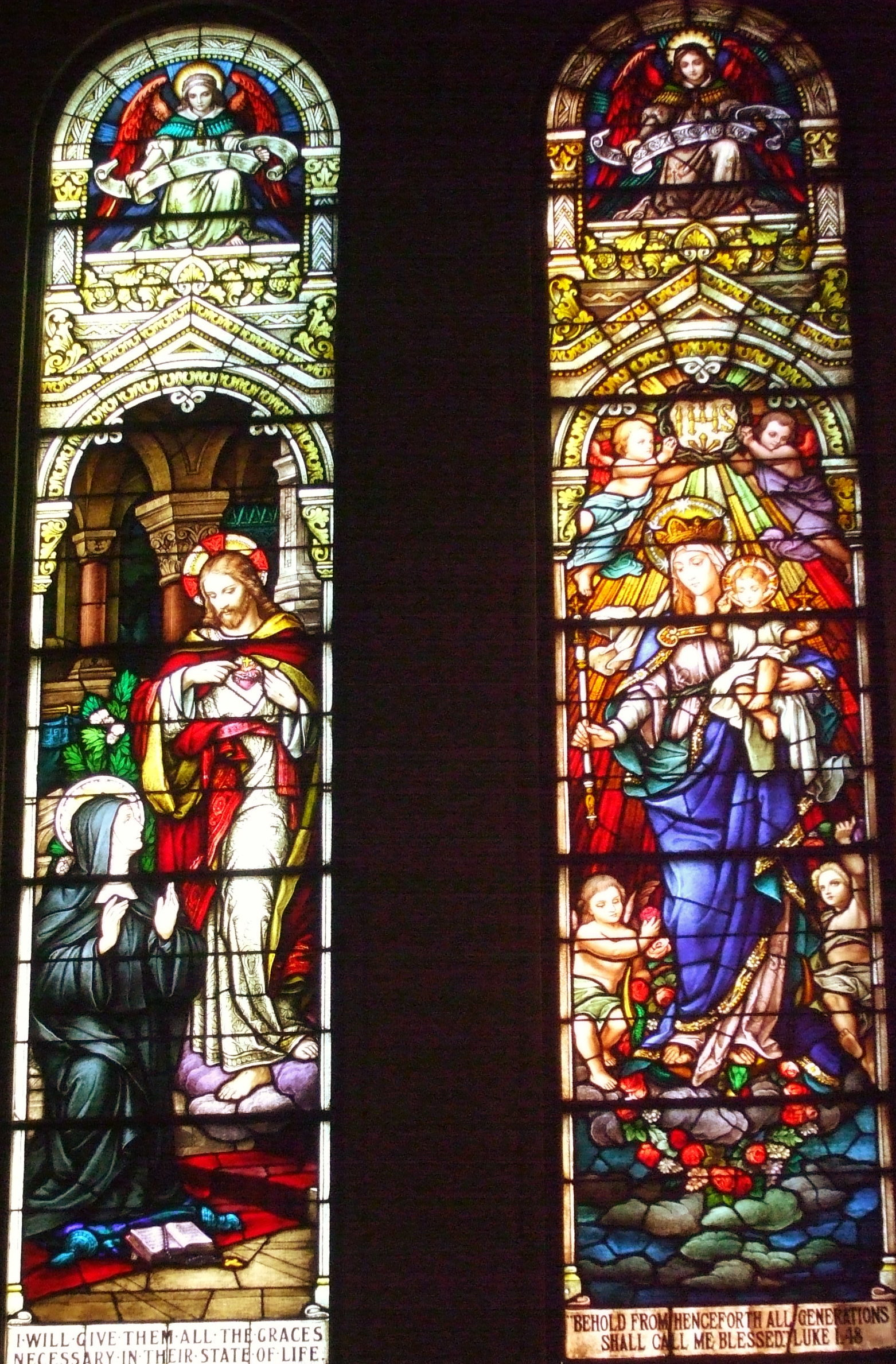
Le Sacré-Cœur et le couronnement de la Vierge.